# 1479
1479 (MCDLXXIX) a fost un an comun al calendarului iulian, care a început într-o zi de vineri.

## Evenimente
- 13 octombrie: Bătălia de la Câmpul Pâinii. Confruntare între armatele Transilvaniei și ale Regatului Ungariei, desfășurată lângă Orăștie, încheiată cu victoria celor din urmă.

## Nașteri
- Amar Das, al 3-lea guru sikh (d. 1574)

## Decese
- 20 ianuarie: Ioan al II-lea al Aragonului  (n. 1398)
- 27 martie: Jorge Manrique poet spaniol (n. 1440)